# Dino Štiglec
Dino Štiglec (Zagabria, 3 ottobre 1990) è un calciatore croato, difensore dell'HNK Gorica.

## Palmarès

### Club

#### Competizioni nazionali
- Campionato sloveno: 1

Olimpia Lubiana: 2017-2018
- Coppa di Slovenia: 2

Olimpia Lubiana: 2017-2018, 2018-2019